# Copelatus flavicans
Copelatus flavicans är en skalbaggsart som beskrevs av Guignot 1952. Copelatus flavicans ingår i släktet Copelatus och familjen dykare. Inga underarter finns listade i Catalogue of Life.